# Ivo Michiels
Ivo Michiels, pseudoniem van Henri Paul René Ceuppens (Mortsel, 8 januari 1923 – Le Barroux, 7 oktober 2012) was een Vlaams schrijver.

## Levensloop
Michiels schreef aanvankelijk traditioneel, maar vanaf Het afscheid (1957) en Journal Brut (1958) experimenteel proza. Met Het boek alfa werd hij de vader van de experimentele roman in Vlaanderen. Ook was hij door de tijd heen redacteur bij verschillende kranten en tijdschriften: Golfslag, De Tafelronde, Het Handelsblad (waar hij cultuurrecensent was, en vele honderden bijdragen heeft geschreven), Nieuw Vlaams Tijdschrift, Randstad (samen met Hugo Claus, Harry Mulisch en Simon Vinkenoog).
In zijn werk is soms geen personage en geen verhaal meer te bespeuren. In 1983 verscheen De vrouwen van de aartsengel, het eerste deel van een in tien delen geplande 'Journal Brut'-cyclus. Deze cyclus is minder formalistisch experimenteel dan de Alfa-cyclus, maar is meer persoonlijk analytisch. Zo wordt in Vlaanderen, ook een land de verhuizing van Michiels naar Le Barroux in Zuid-Frankrijk beschreven.
In 2011 werkte Ivo Michiels nog samen met uitgeverij De Bezige Bij aan een reconstructie van Journal Brut. Die reconstructie verscheen in maart 2011 onder de titel Mag ik spreken? Bovendien verscheen er in diezelfde maand een op interviews gebaseerde biografie, Meer dan ik mij herinner. Gesprekken met Ivo Michiels, van de hand van Sigrid Bousset. Bousset heeft hiervoor gedurende drie jaar gesprekken gevoerd met Ivo Michiels.

## Prijzen en onderscheidingen
- 1958 – Arkprijs van het Vrije Woord voor Het afscheid
- 1977 – Prijs van de Vlaamse Gemeenschap voor Proza (toen Driejaarlijkse Staatsprijs voor verhalend proza) voor Een tuin tussen hond en wolf
- 1990 – Emile Bernheim-prijs voor zijn ganse oeuvre
- 1993 – Driejaarlijkse Prijs van de Vlaamse Gemeenschap.
- 1993 – Eredoctoraat van de Katholieke Universiteit Brussel
- 2012 – America Award van Contemporary Arts Educational Project, Inc. "voor zijn levenslange bijdrage aan het internationale schrijverschap". Eerdere winnaars van deze "alternatieve Nobelprijs voor literatuur" waren onder meer Harold Pinter (1995), Peter Handke (2002), José Saramago (2004) en Javier Marías (2010)